# Governo Provisório Russo
O Governo Provisório Russo (em russo:  Временное правительство России), formado em Petrogrado em 1917, foi o mais alto órgão executivo, administrativo e legislativo do poder estatal que governou, ao menos de jure, a Rússia após a Revolução de Fevereiro e a abdicação do czar Nicolau II, até ser desfeito, na prática, durante a Revolução de Outubro.
Quando a autoridade do governo começou a se desintegrar após a Revolução de Fevereiro de 1917, duas instituições rivais, a Duma e o Soviete de Petrogrado, competiram pelo poder. O czar Nicolau II abdicou em 2 de março (calendário gregoriano) e nomeou seu irmão, o grão-duque Miguel como o próximo czar. O grão-duque Miguel não queria tomar o cálice envenenado e renunciou à aceitação do poder imperial no dia seguinte. A autorização legal para a transferência de poder foi dada por uma proclamação assinada pelo grão-duque Miguel. O Governo provisório deveria governar até a Assembleia Constituinte Russa determinar posteriormente a forma de governo.
O Governo provisório foi planejado para convocar eleições à assembleia enquanto mantinha os serviços essenciais do governo, mas seu poder foi efetivamente limitado pela autoridade crescente do Soviete de Petrogrado. A fragilidade do Governo provisório é talvez melhor refletida no apelido dado ao primeiro-ministro Alexander Kerensky, que ficou conhecido como "persuador-no-poder". Apesar de no começo os sovietes terem dado apoio ao Governo provisório, este gradualmente erodiu. Uma vez que os sovietes controlavam o exército, fábricas, e ferrovias, e possuíam o apoio dos trabalhadores, este se tornou um período de autoridade dupla.
O anúncio público da formação do Governo provisório foi publicado no Izvestia no dia seguinte à sua formação. Ele citava a declaração do governo:
1. Anistia imediata e completa em todos os casos de natureza política e religiosa, incluindo atos terroristas, revoltas militares e crimes agrários, etc.;
2. Liberdade de expressão, de imprensa e de reunião, e o direito de formar sindicatos e à greve e à extensão da liberdade política para pessoas que servem nas forças armadas limitadas apenas pelas exigências de circunstâncias militares e técnicas;
3. A abolição de todas as restrições baseadas na classe, religião e nacionalidade;
4. Preparativos imediatos para a convocação da Assembleia Constituinte na base do sufrágio universal e voto secreto, que irá determinar a forma de governo e a constituição do país;
5. A substituição da polícia por uma milícia popular, com os dirigentes eleitos pelos órgãos responsáveis de autogoverno local;
6. Eleições de autogoverno local a ser realizada com base no sufrágio universal, igual e direto e com voto secreto;
7. As unidades militares que tomaram parte no movimento revolucionário não deveriam ser nem desarmadas e nem retiradas de Petrogrado.

## Políticas legislativas e problemas
Apesar de sua curta existência e falhas na implementação das reformas, o Governo provisório aprovou uma legislação muito progressista. As políticas adotadas por este governo moderado representou, sem dúvida, a legislação mais liberal na Europa na época. A separação entre Igreja e Estado, a ênfase no autogoverno rural, aprovação da jornada de oito horas e a afirmação dos direitos civis fundamentais (como a liberdade de expressão, de imprensa e de reunião) que o governo czarista havia restringido periodicamente mostram o progressismo do Governo provisório. Outras políticas incluíram a abolição da pena capital e a redistribuição econômica no campo. O Governo provisório também concedeu mais liberdade para as regiões anteriormente suprimidas do Império Russo. À Polônia foi concedida a independência e a Lituânia e a Ucrânia conseguiram mais autonomia.

## A Revolução de Outubro

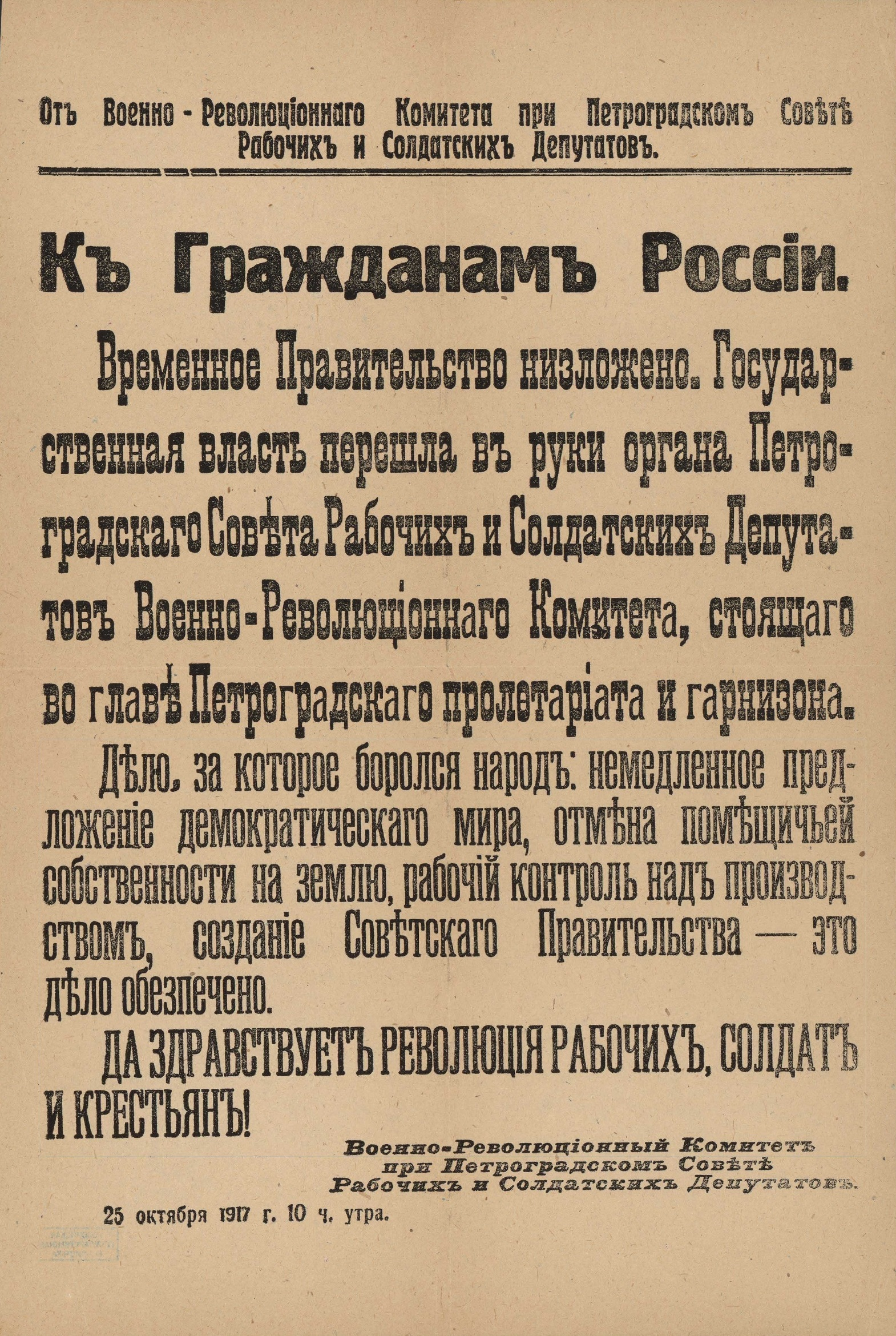
Panfleto com a proclamação da derrubada do Governo Provisório

Em 25-26 de outubro (calendário Juliano), forças do Exército Vermelho sob a liderança dos comandantes bolcheviques lançaram seu ataque final ao ineficaz Governo provisório. A maioria dos escritórios do Governo foi ocupada e controlada por soldados bolcheviques no dia 25, o último reduto dos ministros provisórios, o Palácio de Inverno, na margem do rio Neva, foi capturado na noite de dia 26. Kerensky escapou do ataque ao Palácio de Inverno e fugiu para Pskov, onde ele reuniu algumas tropas leais para uma tentativa de retomar a capital. Suas tropas conseguiram capturar Tsarskoe Selo, mas foram derrotadas no dia seguinte em Pulkovo. Kerensky passou as semanas seguintes escondido antes de fugir do país. Ele foi para o exílio na França e, posteriormente, emigrou para os EUA.
Os bolcheviques, em seguida, substituíram o governo pelo seu próprio. O Underground Provisional Government (governo provisório anti-bolchevique) reuniu-se na casa de Sofia Panina na tentativa de resistir aos bolcheviques. No entanto, esta iniciativa terminou no dia 28 de novembro, com a prisão de Panina, Fyodor Kokoshkin, Andrei Ivanovich Shingarev e Pavel Dolgorukov. Alguns acadêmicos, como Pavel Osinsky, argumentam que a Revolução de Outubro ocorreu mais em função das falhas do governo provisório e não tanto pela força dos bolcheviques.
Riasanovsky argumentou que talvez o "maior erro" do Governo provisório foi não realizar logo as eleições para a Assembleia Constituinte. Eles desperdiçaram tempo demais em minúcias e detalhes da lei eleitoral, enquanto a Rússia caía ainda mais na anarquia e no caos econômico. No momento em que a assembleia finalmente se reuniu, argumentou Riasanovsky, "os bolcheviques já tinha ganhado o controle da Rússia".